# Мария Казакова
 Тази статия е за актрисата.  За учителката вижте Мария Казакова (учителка).  
Мария Рафаилова Казакова е българска актриса.

## Биография
Родена е в Тулча на 29 октомври 1877 г. Гимназиалното си образование завършва в София, след което завършва театрално изкуство в школата на М. Морская в Одеса. През 1908 г. дебютира в Народния театър с ролята на Дечка в „Свекърва“ на Антон Страшимиров. Играе на сцената на Народния театър до 1928 г. Почива на 19 април 1943 г. в София.

## Роли
Мария Казакова играе множество роли, по-значимите са:
- Василиса – „На дъното“ на Максим Горки
- Вела – „Борислав“ на Иван Вазов
- Стойка – „Невяста Боряна“ на Петко Тодоров
- Баба Гицка – „Големанов“ на Ст. Л. Костов
- Г-жа Линден – „Нора“ на Хенрих Ибсен[1]